# Élections législatives équatoriennes de 2025
Les élections législatives équatoriennes de 2025 ont lieu le 9 février 2025 afin de renouveler les 151 membres de l'Assemblée nationale de l'Équateur. Le premier tour d'une élection présidentielle est organisé simultanément.

## Contexte

### Élections de 2023
Les élections législatives équatoriennes de 2023 voient arriver largement en tête le Mouvement de la révolution citoyenne (RC), suivi du Mouvement construire  (MC25), d'Action démocratique nationale (ADN) et du Parti social-chrétien (PSC). Si la candidate du RC, Luisa González arrive elle aussi en tête du premier tour de l'élection présidentielle, celle ci affronte le dirigeant d'ADN, Daniel Noboa, le candidat du MC25, Christian Zurita, étant arrivé troisième. Aucun candidat ne dispose ainsi de la majorité absolue par sa seule formation politique.
La tenue du scrutin à l'étranger est l'objet de sévères problèmes d'organisation et de dépouillement empêchant la participation d'une grande partie des inscrits, ce qui conduit à une vive remise en cause des résultats des trois circonscriptions concernées. Confronté aux critiques et à des manifestations dans plusieurs villes à travers le monde ainsi que devant le siège du Conseil électoral national (CNE) à Quito, celui-ci se défend en affirmant avoir été victime de cyberattaques, contre lesquelles il promet de mettre en œuvre de nouvelles mesures de sécurité,. En conséquence, le CNE finit par décider le 25 août l'annulation des résultats des circonscriptions de la diaspora, et la répétition du vote le 15 octobre, en même temps que le second tour de l'élection présidentielle. Cette décision est critiquée par plusieurs partis dont le MC25, pour qui elle favorise les partis des deux candidats qualifiés pour le second tour.

### Vague de violence
Fin 2023, pour réduire le problème de violence et de surpopulation dans le système pénitentiaire équatorien, le gouvernement propose la construction d'au moins six prisons de sécurité, l'expulsion de 1 500 prisonniers étrangers, et la location de trois navires qui pourront servir de prisons en mer, dans le but de séparer les détenus les plus dangereux pendant la construction de nouveaux établissements.
En janvier 2024, l'Équateur est secoué par une vague de violence liée à l'action de groupes de narcotrafiquants. Daniel Noboa déclare le pays en état de « conflit armé interne ». Les autorités identifient 22 gangs comme « terroristes » afin de les traiter comme des « objectifs militaires », une décision ensuite validée à l'unanimité par le Parlement. L'opposition de gauche apporte son soutien au gouvernement : « L’heure est aujourd’hui à l’unité nationale. Le crime organisé a déclaré la guerre à l’État, et l’État doit l’emporter ». Certains analystes reprochent au président Noboa d'apporter une réponse exclusivement sécuritaire à la criminalité, sans faire d'annonces sur d’éventuelles réformes de la police et de la justice, réputées très corrompues, ou de politique sociale pour lutter contre les causes profondes de la violence.
Le conflit amène Daniel Noboa à soumettre plusieurs projets à référendum le 21 avril 2024. Neuf des onze projets, principalement d'ordre sécuritaire, sont approuvés par les électeurs, dont notamment l'implication des forces armées dans des missions de sécurité intérieure, ainsi que l'extradition des criminels vers d'autres pays. Le succès du référendum est perçu comme un atout pour Daniel Noboa en vue de l'élection présidentielle de 2025,.

## Système électoral

Sièges par province.

L'Assemblée nationale (Asamblea Nacional) est un parlement unicaméral composé de 151 sièges pourvus pour quatre ans selon un mode de scrutin mixte principalement proportionnel.
Sur ce total, 130 sièges sont pourvus au scrutin proportionnel plurinominal avec listes ouvertes dans 31 circonscriptions de 2 à 6 sièges appelés districts. Chacune des 24 provinces correspond à un district à l'exception des trois plus peuplées — Guayas, Pichincha et Manabí —, qui sont subdivisées en plusieurs districts : quatre pour les provinces du Guayas et du Pichincha, deux pour la province du Manabí. Le nombre de sièges par province varie ainsi entre 2 pour les provinces les moins peuplées et 20 pour la Province du Guayas. Après décompte des suffrages, les sièges sont répartis à la proportionnelle dans chaque district selon la méthode D'Hondt.
A ces sièges s'ajoutent 15 autres également pourvus au scrutin proportionnel plurinominal dans une unique circonscription nationale, répartis selon la méthode de Sainte-Laguë.
Enfin, 6 sièges réservés à la diaspora des équatoriens vivant à l'étranger sont pourvus dans trois circonscriptions de deux sièges chacune au scrutin majoritaire plurinominal. Les électeurs disposent de deux voix qu'ils attribuent à raison d'une voix par candidats. Après décompte des suffrages, les deux candidats arrivés en tête dans chaque circonscription sont élus.
Les listes doivent obligatoirement alterner entre candidats de chaque sexe. Les députés sont par ailleurs limités à un maximum de deux mandats, consécutifs ou non.
L'âge minimum ouvrant le droit de vote est de 16 ans, et le vote est obligatoire de 18 à 65 ans.

## Résultats
|                          |                                                                  |            |       |       |               |        |        |        |               |
| Parti                    | Parti                                                            | Voix       | %     | +/-   | Sièges        | Sièges | Sièges | Sièges | Sièges        |
| Parti                    | Parti                                                            | Voix       | %     | +/-   | N             | P      | E      | Total  | +/-           |
|                          | Action démocratique nationale (ADN)                              | 3 948 532  | 43,34 | 28,78 | 7             | 56     | 3      | 66     | 52            |
|                          | Mouvement de la Révolution citoyenne - Mouvement RETO (MRC-RETO) | 3 764 230  | 41,32 | 0,09  | 7             | 57     | 3      | 67     | 13            |
|                          | Parti social-chrétien (PSC)                                      | 288 545    | 3,17  | 8,73  | 1             | 3      | 0      | 4      | 10            |
|                          | Parti société patriotique (PSP)                                  | 210 083    | 2,34  | 0,82  | 0             | 1      | 0      | 1      | 2             |
|                          | Mouvement AMIGO (AMIGO)                                          | 162 721    | 1,83  | 0,58  | 0             | 0      | 0      | 0      | 1             |
|                          | Unité populaire (UP)                                             | 156 802    | 1,75  | N/a   | 0             | 1      | 0      | 1      | en stagnation |
|                          | Parti société unie pour l'action (SUMA)                          | 149 404    | 1,64  | N/a   | 0             | 0      | 0      | 0      | 4             |
|                          | Mouvement CREO (CREO)                                            | 119 480    | 1,31  | N/a   | 0             | 0      | 0      | 0      | en stagnation |
|                          | Parti socialiste équatorien (PSE)                                | 91 778     | 1,01  | N/a   | 0             | 0      | 0      | 0      | 1             |
|                          | Parti de la gauche démocratique (ID)                             | 90 383     | 0,99  | N/a   | 0             | 0      | 0      | 0      | en stagnation |
|                          | Mouvement Peuple, Égalité, Démocratie (PID)                      | 67 367     | 0,74  | N/a   | 0             | 0      | 0      | 0      | en stagnation |
|                          | Centre démocratique (CD)                                         | 61 559     | 0,68  | N/a   | 0             | 0      | 0      | 0      | 1             |
|                          | Pachakutik (MUPP)                                                |            |       |       |               | 9      | 0      | 9      | 5             |
|                          | Mouvement construire (MC25)                                      | 1          | 0     | 1     | 28            |        |        |        |               |
|                          | Avanza                                                           | 0          | 0     | 0     | 4             |        |        |        |               |
|                          | Mouvement démocratie Oui (DSì)                                   | 0          | 0     | 0     | en stagnation |        |        |        |               |
|                          | Listes provinciales                                              | 2          | 0     | 2     | 4             |        |        |        |               |
|                          |                                                                  |            |       |       |               |        |        |        |               |
| Suffrages exprimés       | Suffrages exprimés                                               | 9 110 884  | 80,91 |       |               |        |        |        |               |
| Votes blancs             | Votes blancs                                                     | 1 109 547  | 9,85  |       |               |        |        |        |               |
| Votes nuls               | Votes nuls                                                       | 1 040 695  | 9,24  |       |               |        |        |        |               |
| Total                    | Total                                                            | 11 264 019 | 100   | –     | 15            | 116    | 6      | 151    | 14            |
| Abstentions              | Abstentions                                                      | 2 468 175  | 17,97 |       |               |        |        |        |               |
| Inscrits / Participation | Inscrits / Participation                                         | 13 450 047 | 82,03 |       |               |        |        |        |               |